# Bythiospeum cisterciensorum
Bythiospeum cisterciensorum é uma espécie de gastrópode  da família Hydrobiidae.
É endémica de Austria.